# Rhamnus schlechteri
Rhamnus schlechteri är en brakvedsväxtart som beskrevs av Carl Karl Adolf Georg Lauterbach. Rhamnus schlechteri ingår i släktet getaplar, och familjen brakvedsväxter. Inga underarter finns listade i Catalogue of Life.